# Gráficos por ordenador en tiempo real

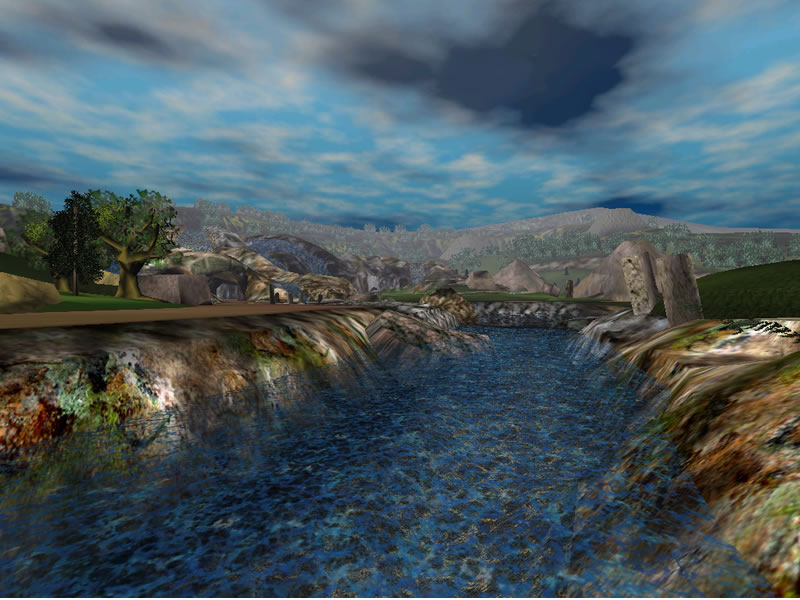
Renderizado de realidad virtual de un río hecho en 2000

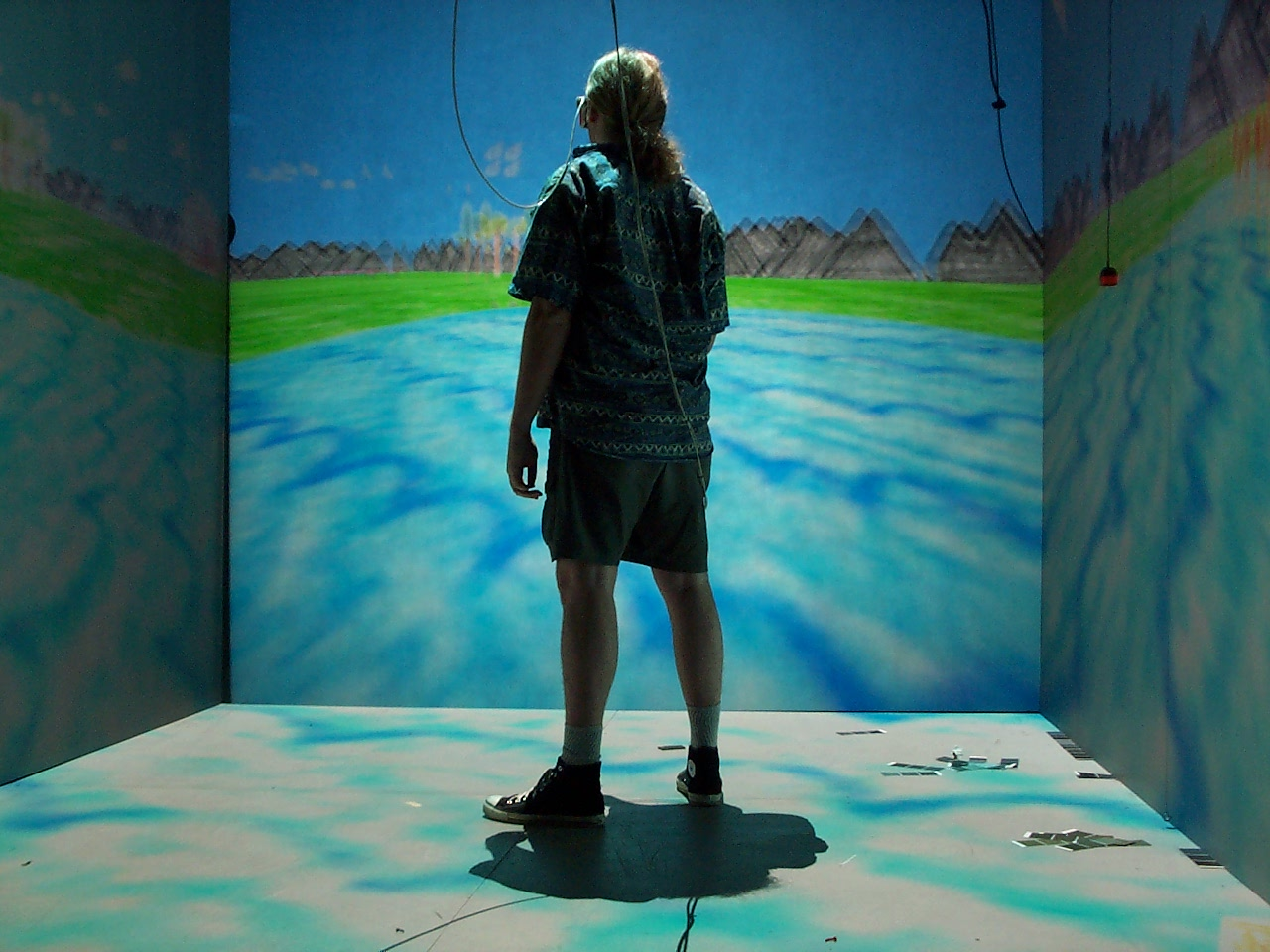
Entorno virtual en la Universidad de Illinois, 2001

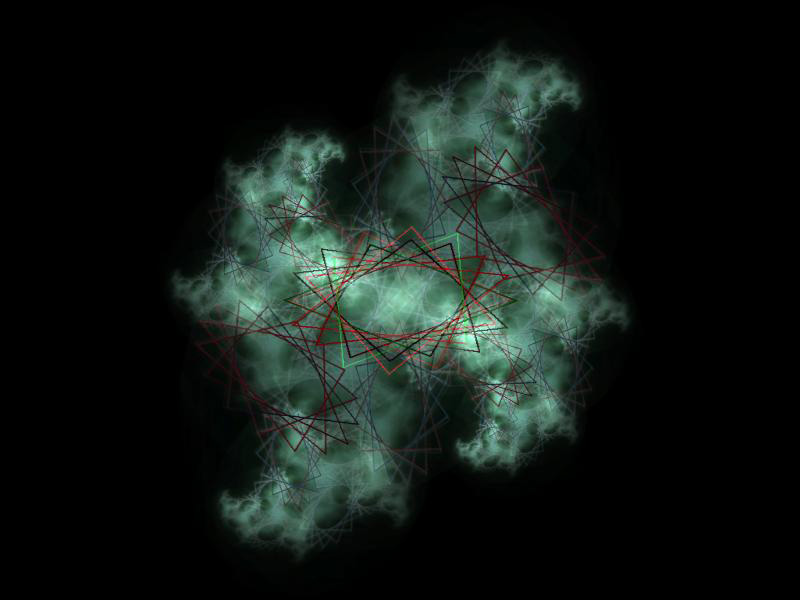
Las visualizaciones musicales se generan en tiempo real

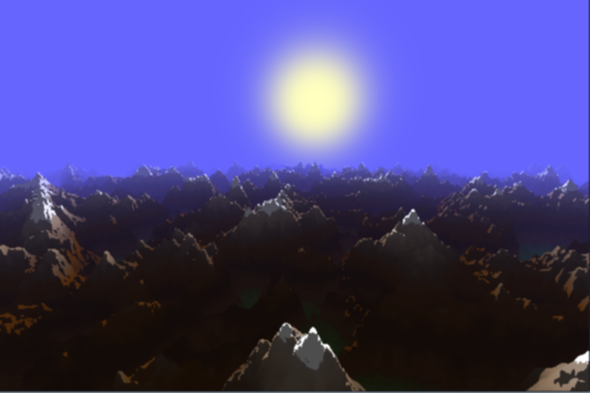
Renderización de terreno hecho en 2014

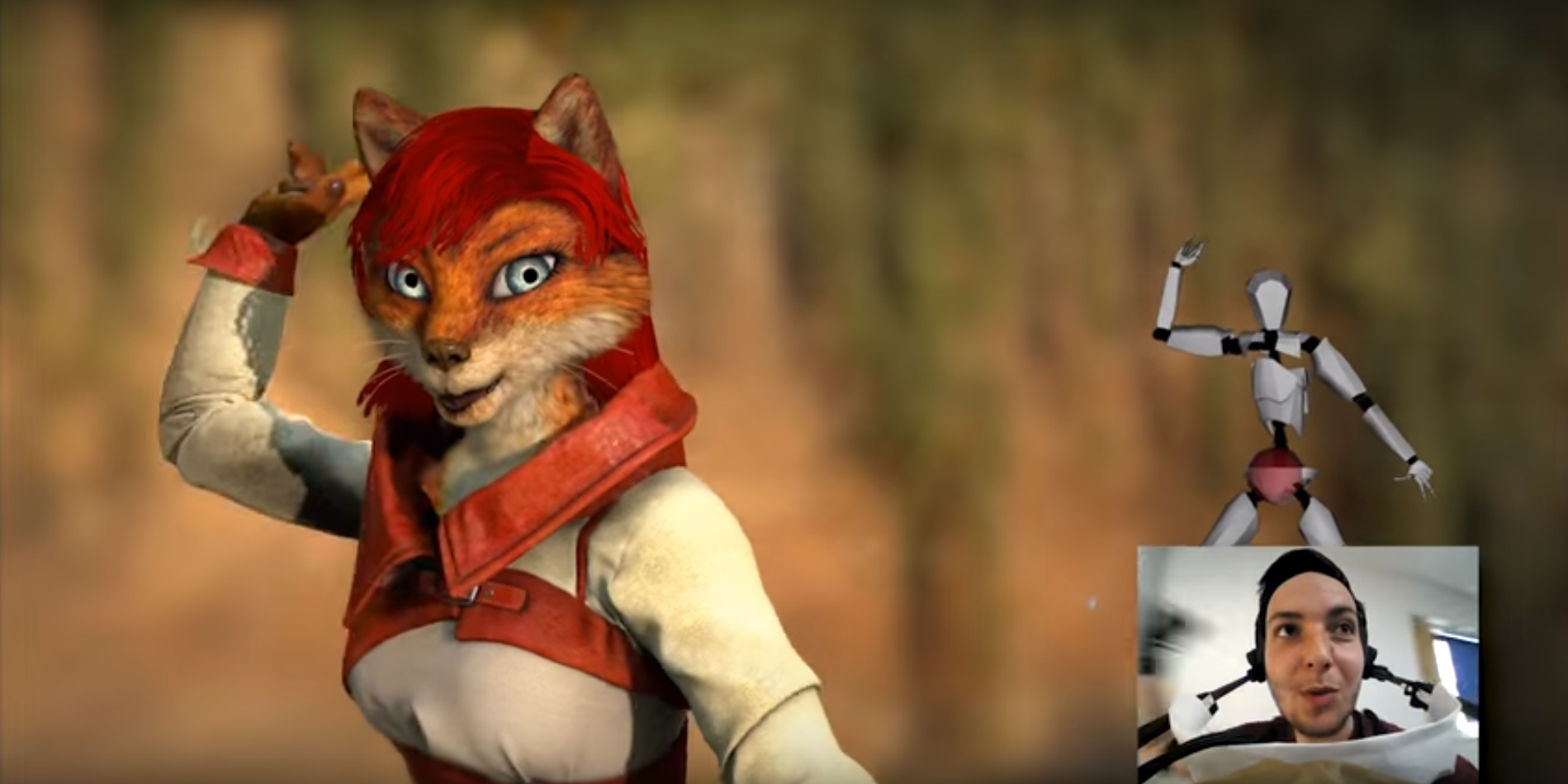
Captura de movimiento de rostro y cuerpo completo

Los gráficos por computadora en tiempo real son el subcampo de los gráficos por computadora con un enfoque en la producción y análisis de imágenes en tiempo real. El término puede referirse a cualquier cosa, desde la renderización en la interfaz gráfica de usuario (GUI) de una aplicación hasta el análisis de imágenes en tiempo real generalmente, pero ahora se usa a menudo para gráficos 3D por computadora, generalmente usando una unidad de procesamiento gráfico (GPU). Un ejemplo de este concepto es un videojuego que muestra rápidamente entornos 3D cambiantes para producir una ilusión de movimiento.